# 高萩万次郎
高萩 万次郎（たかはぎの まんじろう、文化2年（1805年）- 明治18年（1885年）4月8日 ）は、江戸時代後期・明治初期の博徒。

## 略歴
武蔵国高萩（現・埼玉県日高市）の出身。姓は清水、別名を喜右衛門、「鶴屋」を屋号とした。父弥五郎は名主を務め、万次郎は長男に生まれたといわれる。赤尾林蔵に殺害された侠客・高萩伊之松（清水兵左衛門）の勢力を継承したとされ、居住地である高萩下宿を中心に「高萩一家」を構えた。
万次郎は当時、武州きっての侠客として知られ、主な縄張りであった飯能には関東一といわれる高市が立った。また遠方にも出張所を設けて勢力を伸ばし、東海道では原、三島の二か所、中山道では天神橋と上尾にそれぞれ縄張りを持ち、主だった子分を派遣して管理させた。武州の高名な侠客小金井小次郎、小川幸蔵、府中の田中屋万吉（藤屋万吉）らは皆、万次郎の盃を受けた弟分であったといわれる。
凶状手配を受けていた駿河の清水次郎長を、自宅である高萩下宿の「鶴屋」で匿った経歴がある。そのため次郎長は万次郎のことを生涯敬い、晩年まで彼のことを「親分」と呼び続けたという。一方で万次郎は次郎長を「次郎長」と呼び捨てにすることができた。そのような縁から、万次郎子孫の家に次郎長と山岡鉄舟、ならびに万次郎自身の写真が伝わっている。次郎長と鉄舟のものは天田五郎（天田愚庵）が写したものとされ、万次郎のものは、浅草奥山の写真家江崎礼二によって撮影されたものである。
藤久保重五郎とは兄弟分で、江戸屋虎五郎、藤久保重五郎とともに関東取締出役の道案内人を務め、文久元年（1861年）には甲斐国竹居村（山梨県笛吹市八代町）の博徒竹居安五郎の捕縛に携わったとされる。

## 国分三蔵との同一人物説
甲斐国国分村（現・山梨県笛吹市）の博徒で目明し的存在でもあった国分三蔵（こくぶのさんぞう、生没年不詳）を万次郎の変名とする説もあるが、その根拠は不明。国分三蔵は甲府の博徒・三井卯吉の子分で、上黒駒村（笛吹市御坂町）の黒駒勝蔵と敵対し、元治元年（1864年）3月に勝蔵により居宅が襲撃され、その後の動向は不明であった。近年は新出史料の発見により、慶応3年（1867年）まで地方における紛争仲裁者としての活動が確認されており、没年は明治維新前後に推定されている。
高萩万次郎との同一人物説に関しては、明治31年（1898年）の『近世侠客有名鏡』では国分三蔵を武蔵国出身の博徒としていることや、三蔵も万次郎と同様に目明し的存在で竹居安五郎の捕縛に携わっていることから成立した説であるとも考えられている。